# Epipedocera limata
Epipedocera limata är en skalbaggsart som beskrevs av Holzschuh 1991. Epipedocera limata ingår i släktet Epipedocera och familjen långhorningar. Inga underarter finns listade i Catalogue of Life.